# 혼천의

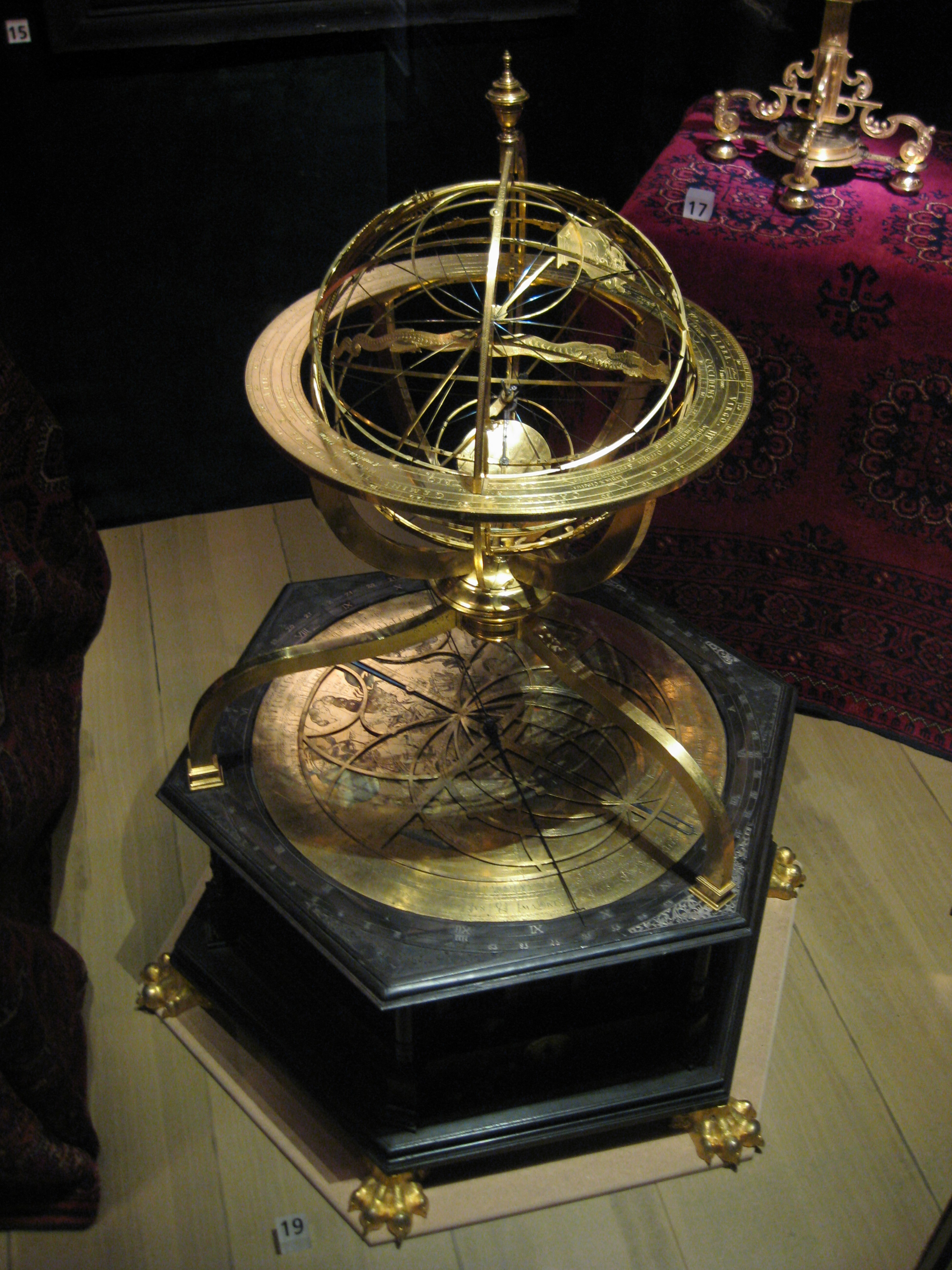
1585년 카셀에서 요스트 뷔르기(Jost Bürgi), 안토니우스 아이젠호이트(Antonius Eisenhoit)가 제작한 혼천의와 천문시계. 현재는 스웨덴 스톡홀름에 위치한 북유럽 박물관에 소장되어 있다.

혼천의 (渾天儀)는 천체 관측 기구로 혼의기 (渾儀器), 선기옥형 (璇璣玉衡)이라고도 불린다. 태양, 달, 오행성(수성, 금성, 화성, 목성, 토성)의 위치를 측정하는 데 사용되었다.
혼천의는 이미 오래 전부터 기후를 예측하기 위한 천문 관측에 사용되어 왔다. 그리고 이러한 것들은 측정을 할 때마수동으로 작동을 해야 할 필요가 없이 자동으로 알아서 시간과 날짜를 알려 주었다.

## 구조

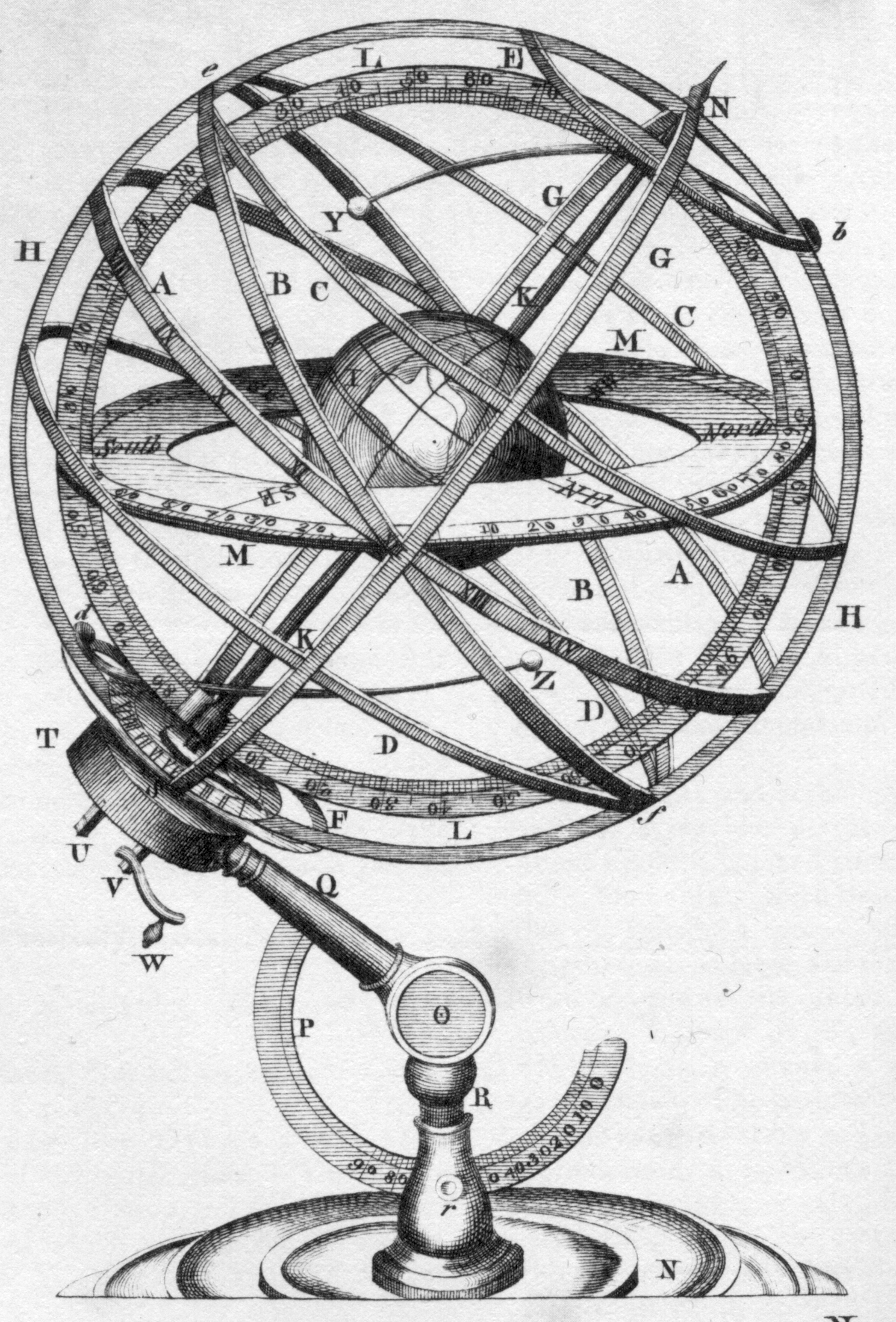
혼천의의 구조

혼천의는 다음과 같은 구조로 구성되어 있다.
1. 바깥쪽 고리는 놋쇠로 되어 있기 때문에 원을 의미한다.
2. 하늘의 적도를 의미하는 고리 A는 태양이 상승하는 가장자리를 의미한다.
3. 황도를 의미하는 고리 B는 12개로 나뉘어 있고 각각 30도마다 나뉘어 있기 때문에 1년을 의미한다.
4. 북회귀선을 의미하는 고리 C는 회귀선의 시점에 위치한 e 지점에서 황도와 접하며 남회귀선을 의미하는 고리 D는 회귀선의 시점에 위치한 f 지점에서 황도와 접한다. 이들은 각각 하늘의 적도에서 23.5도 정도 떨어져 있다.
5. 하늘의 북극권을 의미하는 고리 E, 하늘의 남극권을 의미하는 고리 F는 각각 하늘의 북극, 남극에서 23.5도 정도 떨어져 있다.
6. 분점권을 의미하는 고리 G는 천구의 북극, 남극, 황도가 분점을 통해 양자리, 천칭자리를 통과한다.
7. 지점 시간권을 의미하는 고리 H는 천구의 북극, 남극, 황도가 분점을 통해 게자리, 염소자리를 통과한다.

북극이 위치한 지점에는 너트가 있고 태양 Ψ와 연결되어 있는 와이어로 고정되어 있다. 이 너트를 회전시키면 태양도 고리 B를 따라서 움직인다. 또한 남극이 위치한 지점은 핀으로 묶여져 있기 때문에 여기에서도 달 Z와 연결되어 있는 다른 와이어로 고정되어 있다. 이를 손으로 움직이면서 회전시킬 수 있다.
혼천의 안에는 하늘의 북극을 의미하는 N, 하늘의 남극을 의미하는 S, 지구의 북극을 의미하는 n, 지구의 남극을 의미하는 s를 관통하는 축 K에 고정된 상태에서 지구를 나타내는 작은 공 J가 있다. 이러한 장치를 이용하여 지구의 실제 움직임이나 천체의 겉보기 상의 움직임에 대응할 수 있다.

## 역사
혼천의와 관련된 가장 오래된 기록은 고대 그리스의 천문학자인 히파르코스, 에라토스테네스와 관련된 기록이다. 히파르코스는 4개의 고리가 달린 혼천의를 사용한 것으로 추정된다. 에라스토테네스는 황도의 경사를 측정하는 과정에서 혼천의를 사용한 것으로 추정된다. 프톨레마이오스는 저서 《알마게스트》에 혼천의에 관한 기록을 남겼다.
고대 그리스에서 발달한 혼천의는 교육용 도구, 관측 보조 도구로 사용되었다. 현존하는 혼천의 중에서 가장 오래된 것은 기원전 2세기 로마 제국에서 조각의 일부분으로 제작된 것이다. 중국에서는 기원전 1세기 한나라 시대부터 발전했다. 특히 2세기의 천문학자였던 장형은 세계 최초로 혼천의에 동력을 도입한 인물로 여겨진다.
혼천의는 일반적으로 중심부에 공이 놓여져 있는데 초기에는 지구, 나중에는 태양을 의미했다. 혼천의는 지구 주변에 위치한 별들의 움직임을 설명하는 데에 사용된다. 17세기 유럽에서 망원경이 발명되기 이전까지 천문학자들에게 천구에 위치한 별들이 배치된 방향을 결정하는 가장 중요한 도구였다.
무슬림들은 8세기부터 고대 그리스의 혼천의를 개량하면서 혼천의와 관련된 논문을 집필했다. 페르시아의 천문학자인 파자리는 《고리가 달린 도구》(Dhat al-Halaq)라는 제목의 논문을 통해 혼천의를 소개했다. 안달루시아의 천문학자인 아바스 이븐 피르나스는 천구의 고리가 달린 관측 기구를 제작하면서 칼리프였던 무함마드 1세에게 바쳤다. 혼천의와 아스트롤라베의 기능을 겸비한 도구는 중세 이슬람 세계의 천문학자들, 발명가들에 의해 제작되었다.
르네상스 시대에 들어서면서 혼천의는 유럽에 널리 전파되었다. 르네상스 시대에 활동했던 과학자들의 초상화에는 한 손에 혼천의를 든 모습이 등장했는데 당시 유럽에서는 혼천의를 지혜, 지식의 상징으로 여겼다. 혼천의는 기계 장치 중에서 가장 복잡한 형태를 띠고 있었기 때문에 수많은 개량 기술을 가져왔다. 또한 그 이후에 제작된 많은 기계 장치들의 디자인의 모델이 되었다. 특히 덴마크의 천문학자인 튀코 브라헤는 새로 개량한 혼천의를 제작했다.
혼천의는 교육용 도구로 계속 사용되었는데 중심부에 지구가 있는 혼천의는 프톨레마이오스형 혼천의, 중심부에 태양이 있는 혼천의는 코페르니쿠스형 혼천의라고 부른다.

### 조선의 혼천의
조선에는 문헌상으로 1433년 6월 25일(조선 세종 15년 음력 6월 9일)에 정초, 박연, 김진 등이 제작한 것이 처음이다. 당시 세종과 세자는 한 번도 간의대에 숙직을 하지 않을 정도로 관심을 기울이지 않았다. 하지만 1438년 2월 1일(조선 세종 20년 음력 1월 7일) 장영실에게 흠경각(欽敬閣)을 짓게하고, 이곳에 혼천의를 설치하였다. 하지만 이곳에 설치된 혼천의는 기기를 별도로 수동으로 작동하는 일 없이도 측정할 수 있는 그런 정밀한 기기가 아니었다.

### 혼천시계
그 후 조선 선조 대를 거쳐 개량을 거듭하여 물레바퀴를 동력으로 하는 시계와 조선 인조 시대에 혼천시계로 발전되었다. 그러나 임진왜란과 병자호란을 통해 손상될 뻔했다.
그러다가 1669년 조선 현종 시대에 이전의 것들을 개량한 종류의 혼천의가 제작되었는데, 바로 이민철과 송이영이 함께 물의 힘으로 돌아가는 혼천시계를 만든 것이다. 1631년(조선 인조 9년) 정두원이 명나라에서 천리경과 자명종, 화포 등을 들여왔는데, 1669년(조선 현종 10년) 10월 14일 송이영(宋以穎)은 혼천의를 만들었는데, 톱니바퀴로 작동하는 시계와 종을 울려주는 자명 장치와 같은 것은 외국에 자명종으로 있었던 반면 조선에는 아직 없었다. 절기와 계절, 시간까지 알게 해주는 다목적의 시계를 만드려 했지만,과학 기술이 부족해서 아쉽게도 해와 달이 움직이는 정도만 알 수 있었다. 구조를 살펴보면 네모난 나무상자 안에 오른쪽 절반은 시계 장치가 설치되어 있고, 왼쪽은 혼천의가 설치되어 있었다. 혼천의에는 눈금이 새겨진 둥근 지평환과 황환 3개, 받침대 등으로 구성되어 있다. 이러한 이민철의 수동(水動)식 혼천시계와 송이영의 기계식 혼천시계는 경희궁에 설치되었으나, 그것도 이전의 혼천의처럼 대부분 소실되었다.
현재 고려대학교 박물관에 남아 있는 국보 제230호 혼천의는 1669년(현종 10년) 송이영에 의해 만들어진 혼천시계이며, 1930년 인촌 김성수가 구매를 하여 고려대학교에 기증한 것이다. 여주의 세종대왕릉에 있는 혼천의는 송이영의 혼천시계 중 혼천의 부분만 따로 2.5배 확대한 것이다.

### 유학자들의 혼천의
퇴계 이황, 우암 송시열, 괴담 배상열, 담헌 홍대용의 혼천의가 현존하고 있다. 《서경》에서는 제순이 선기옥형(혼천의)을 만들어 해와 달, 오행성을 관찰한 기록이 있는데, 유학자들에게 일월오행성의 출몰 등 천문을 익히는 것은 학문의 기본이 되는 격물에 해당하는 것이었다. 퇴계 이황의 혼천의는 도산서원 옥진각에 전시되어 있고, 괴담 배상열의 혼천의는 한국국학진흥원 유교문화박물관에 전시되어 있다. 우암 송시열의 혼천의는 국립청주박물관에 보관되어 있는데, 그는 《서경》의 기형율려를 교육하기 위해 사용하였고, 당시 이민철이 제작했다고 밝혔다.

### 복원
2009년 8월 18일 대전광역시 유성구에 있는 국립중앙과학관은 조선 현종 10년 1669년에 만들어진 혼천시계를 완전 복원하여 상설전시관에 전시하였다. 송이영이 만든 시계 장치는 1657년 네덜란드의 크리스티안 하위헌스가 발명한 세계 최초의 태엽장치 자명종의 원리를 이용했지만, 태엽장치 대신 추의 상하 운동에서 발생하는 에너지를 이용해 시계 바늘을 움직이도록 하여 타종하도록 고안되었다. 원형은 고려대학교 박물관에 보관 중이며, 2004년 복원되어 서울과학전시관에 전시되었던 복원품을 보완해 새로 만든 것이다.

## 문장학
혼천의는 포르투갈에서 항해와 관련된 중요한 상징으로 여겨진다. 15세기 말에는 포르투갈의 마누엘 1세 국왕이 왕세자 시절부터 혼천의 문양이 그려진 왕실 문장을 사용했다.
17세기에는 포르투갈의 식민지였던 브라질에서 혼천의 문양이 들어간 문장을 사용했다. 1815년에는 포르투갈 브라질 알가르브 연합왕국이 국기, 국장에 혼천의 문양을 사용했다. 브라질 제국은 1822년에 포르투갈로부터 독립할 때부터 1889년에 공화정으로 전환될 때까지 혼천의 문양이 들어간 국기, 국장을 사용했다. 혼천의 문양은 1910년에 제정된 포르투갈의 국기, 포르투갈의 국장에 다시 등장했다.

## 사진

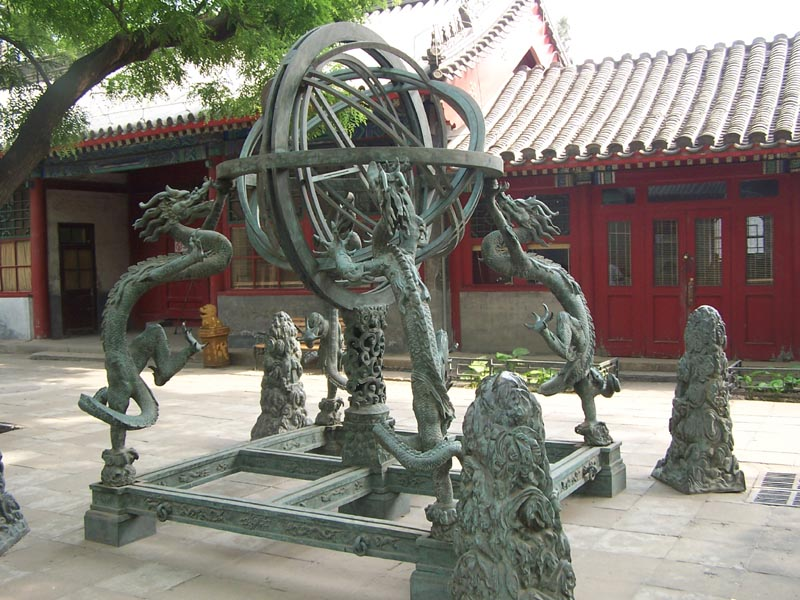
명나라 시대에 제작된 혼천의
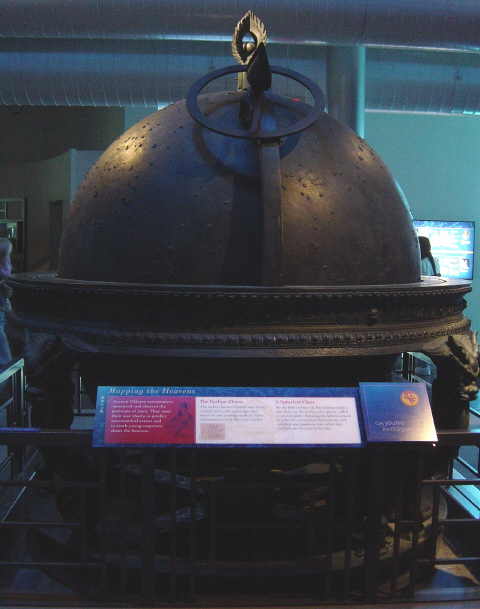
청나라 시대에 제작된 혼천의
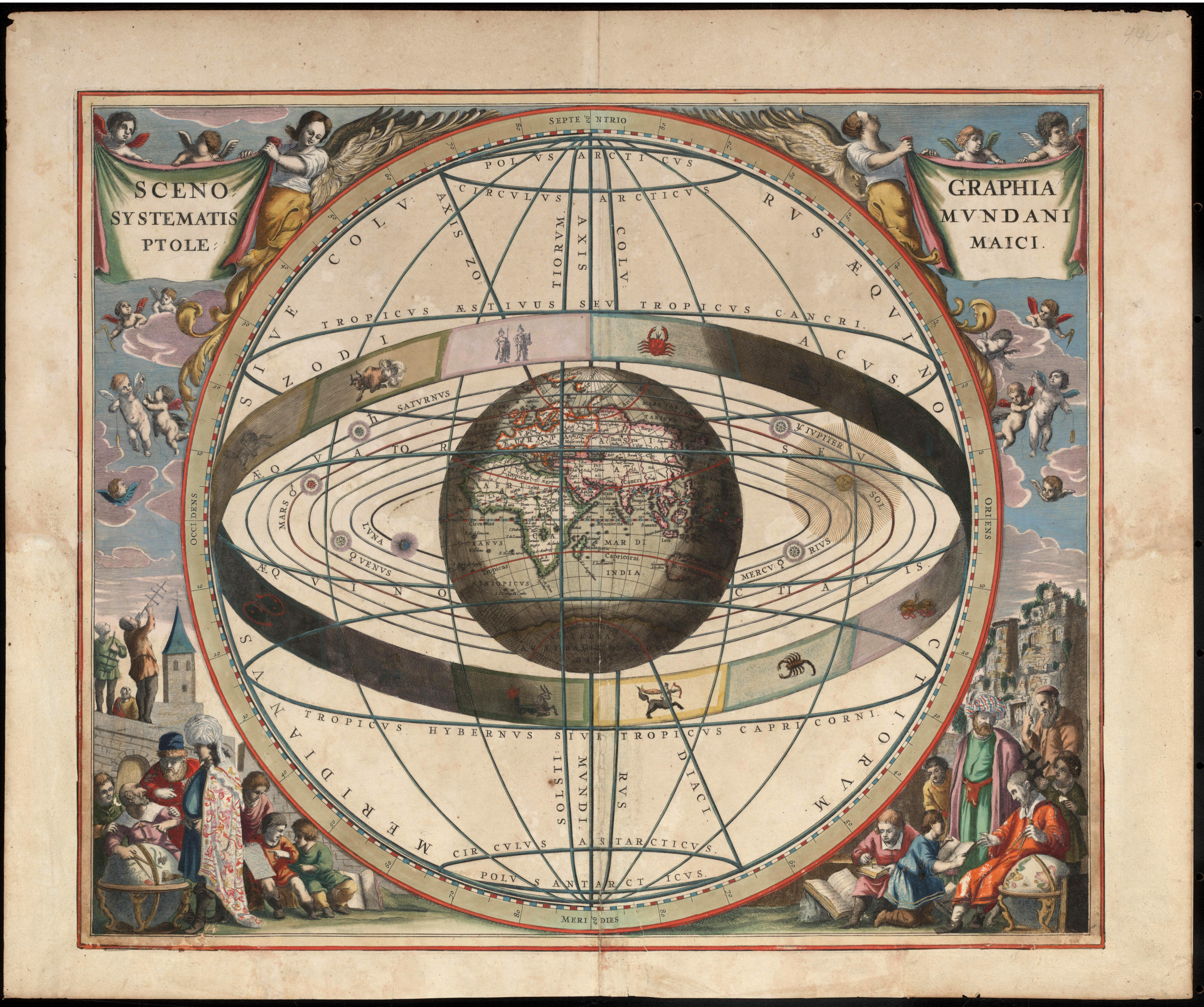
천동설을 소재로 한 천구도 (프톨레마이오스형 혼천의)
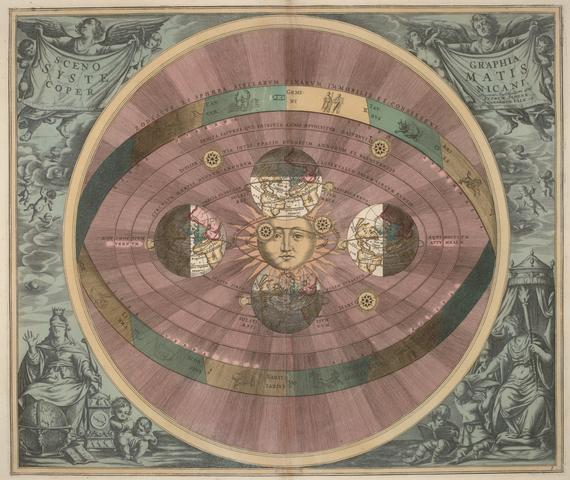
지동설을 소재로 한 천구도 (코페르니쿠스형 혼천의)
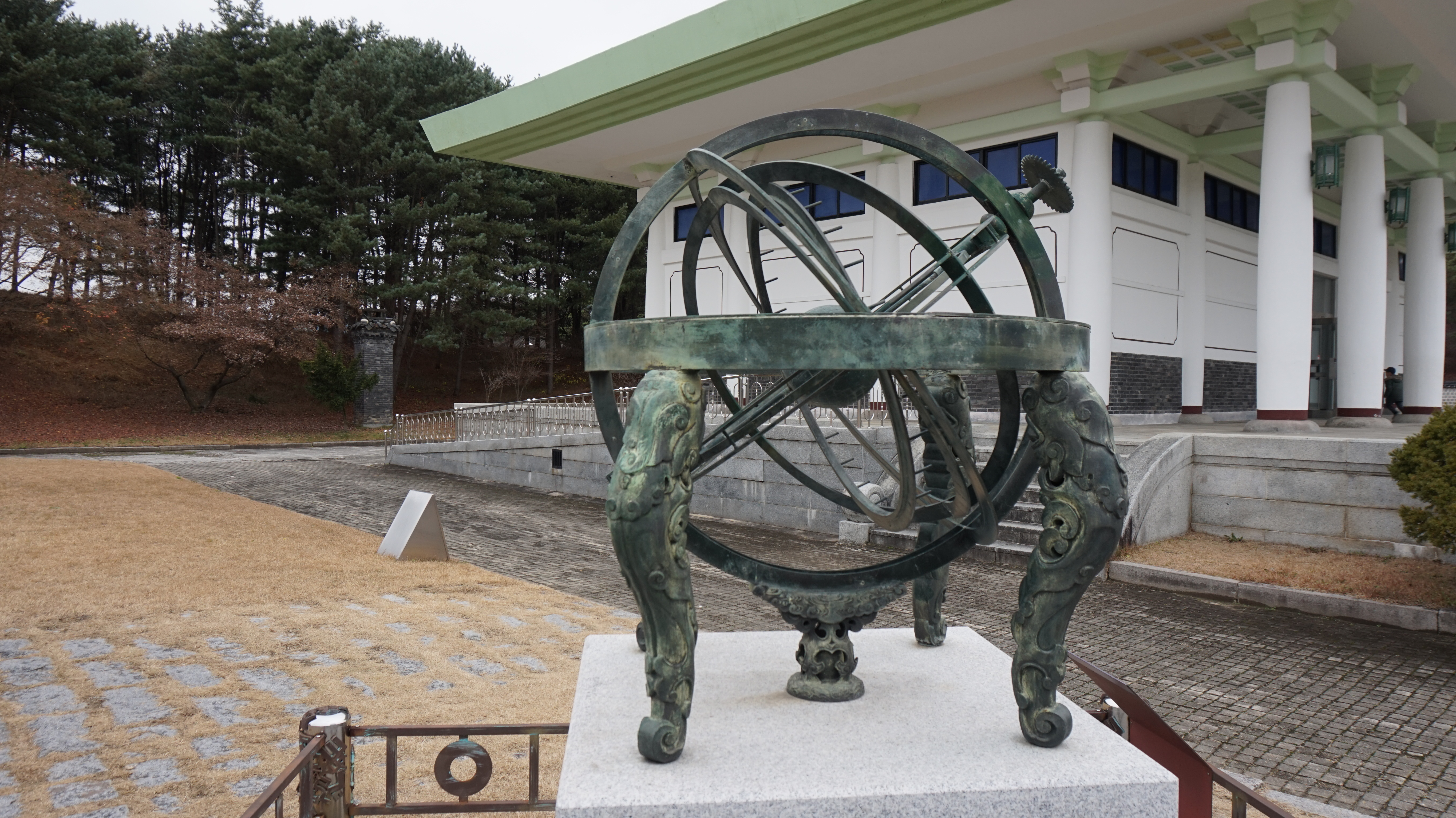
조선 시대에 제작된 혼천의

## 같이 보기
- 앙부일구
- 자격루
- 일성정시의
- 간의